# Gymnoscelis fasciata
Gymnoscelis fasciata är en fjärilsart som beskrevs av George Francis Hampson 1895. Gymnoscelis fasciata ingår i släktet Gymnoscelis och familjen mätare. Inga underarter finns listade i Catalogue of Life.